# Somos Todos Irmãos (Rede Tupi)
Somos Todos Irmãos é uma telenovela brasileira produzida pela extinta Rede Tupi e exibida de maio a outubro de 1966. Escrita por Benedito Ruy Barbosa, com base no romance mediúnico A vingança do judeu, de J. W. Rochester e dirigida por Wanda Kosmo.

## Sinopse
O judeu Samuel se apaixona pela condessa Valéria, mas o preconceito contra sua condição impede o casamento. Assim, ele se casa com a judia Ruth e Valéria se une ao conde Raul. As duas mulheres dão à luz no mesmo dia e os filhos são trocados, gerando diversos conflitos.

## Elenco
- Sérgio Cardoso - Samuel Mayer [3] [4]
- Rosamaria Murtinho - Valéria [3] [4]
- Guy Loup (Isabel Cristina) - Ruth [4]
- Wilson Fragoso - Raul [4]
- Elísio de Albuquerque - Conde Egon [4]
- Lisa Negri - Antonieta [4]
- Cacilda Lanuza - Odila [4]
- Ruy Rezende - Levy [4]
- Rildo Gonçalves - Rodolfo [4]
- Telcy Perez - Leib Silberstein [4]
- Xisto Guzzi - Barão Kirschberg [4]
- George Cosmo - Egon neto [4]
- Marcos Afonso - Amadeu [4]
- Nello Pinheiro - Estevão [4]
- Júlia Grey - Marta [4]
- Olindo Dias - Abrahão Mayer
- Alexandre Sandrini - Padre Martinho[4]
- Ênio Gonçalves - Maurício
- Patrícia Ayres - Violeta